# Décembre 1865

## Événements
- 4 décembre : alors que tous les États « rebelles » sont reconduits dans l’Union, le Congrès, à peine entré en session, refuse cette « politique du fait accompli », désigne une commission d’enquête et ferme sa porte aux élus du Sud. Le rapport de la commission conclut que le Sud est toujours aux mains des dirigeants de la Confédération et que les Codes Noirs y restaurent la vieille servitude.

- 6 décembre : traité d'union, signé à Paris, entre la France et la principauté de Monaco.

- 7 décembre : acte sur le Parlement en Suède : Charles XV de Suède, roi libéral et populaire, institue une Constitution qui transforme le Riksdag, le corps législatif suédois, en une Assemblée bicamérale élue au suffrage censitaire : une Chambre haute dont les membres non rétribués disposent de plus de 4000 couronnes de revenus, une chambre basse aux membres rétribués dans leur fonction.

- 10 décembre : début du règne de Léopold II, roi des Belges (fin en 1909).

- 18 décembre : entrée en vigueur du XIIIe amendement de la Constitution des États-Unis d'Amérique abolissant l'esclavage[1]. Quatre millions d’esclaves sont affranchis. Les États-Unis seront le pays qui aura le plus importés de Noirs après le Brésil.

- 23 décembre : signature de la Convention de Paris, dite de l'Union latine entre la France, la Suisse, la Belgique et l'Italie.

- 24 décembre : fondation du Ku Klux Klan à l'initiative de six officiers du Tennessee déçus par la défaite des États sudistes lors de la guerre de Sécession. Il s'agit d'une organisation clairement antisémite et raciste. Ses membres se livrent à des raids, des lynchages, des agressions physiques et des incendies (116 actes de violence enregistrés dans le seul Kentucky entre 1867 et 1871).

- 28 décembre, France : ouverture de la section Brétigny - Vendôme de la ligne Brétigny - La Membrolle-sur-Choisille (Paris-Orléans).

## Naissances
- 8 décembre : Jean Sibelius, compositeur finlandais († 20 septembre 1957).
- 15 décembre : Victor Rousseau, sculpteur belge († 17 mars 1954).
- 22 décembre :
  - Charles Sands (mort le 9 août 1945), joueur de tennis américain
  - Frank Merriam (mort le 25 avril 1955), politicien américain
- 30 décembre : Rudyard Kipling, écrivain britannique († 18 janvier 1936).

## Décès
- 10 décembre : Léopold Ier de Belgique.
- 22 décembre :
  - Albert Oppel (né le 19 décembre 1831), paléontologue allemand
  - Michał Wiszniewski (né le 27 septembre 1794), philosophe, psychologue et historien polonais
  - Thomas Peel (né en 1793), un des premiers colons d'Australie-Occidentale